# Stevan Moljević
Stevan Moljević (v srbské cyrilici Стеван Мољевић; 1888 Rudo - 1959 Sremska Mitrovica) byl srbský právník z Banja Luky, jeden z předních četniků.

## Život
V meziválečném období byl aktivním předsedou britsko-jugoslávského klubu a francouzsko-jugoslávského klubu a po založení Srbského kulturního klubu se stal předsedou jeho místního sdružení v Banja Luce. Moljević se ale nejvíe proslavil jako autor spisu Homogena Srbija, který se stal hlavním manifestem politiky četniků.
Komunisté ho zajali v roce 1946 a spolu s Dragoljubem Mihajlovićem čelil obviněním z válečných zločinů. Moljević byl odsouzen na 20 let vězení, zemřel v roce 1959 ve vězení ve Sremské Mitrovici.